# Рюлисайм
Рюлиса́йм (фр. Ruelisheim) — коммуна на северо-востоке Франции в регионе Гранд-Эст (бывший Эльзас — Шампань — Арденны — Лотарингия), департамент Верхний Рейн, округ Мюлуз, кантон Виттенем. До марта 2015 года коммуна административно входила в состав упразднённого кантона Ильзак (округ Мюлуз).
Площадь коммуны — 7,27 км², население — 2477 человек (2006) с тенденцией к снижению: 2320 человек (2012), плотность населения — 319,1 чел/км².

## Население
Численность населения коммуны в 2011 году составляла 2342 человека, а в 2012 году — 2320 человек.
| 1962 | 1968 | 1975 | 1982 | 1990 | 1999 | 2006 | 2008 | 2011 | 2012 |
| ---- | ---- | ---- | ---- | ---- | ---- | ---- | ---- | ---- | ---- |
| 1175 | 1312 | 1546 | 1890 | 2653 | 2657 | 2477 | 2426 | 2342 | 2320 |

Динамика населения:

## Экономика
В 2010 году из 1663 человек трудоспособного возраста (от 15 до 64 лет) 1195 были экономически активными, 468 — неактивными (показатель активности 71,9 %, в 1999 году — 69,8 %). Из 1195 активных трудоспособных жителей работали 1110 человек (590 мужчин и 520 женщин), 85 числились безработными (33 мужчины и 52 женщины). Среди 468 трудоспособных неактивных граждан 142 были учениками либо студентами, 199 — пенсионерами, а ещё 127 — были неактивны в силу других причин.
На протяжении 2011 года в коммуне числилось 897 облагаемых налогом домохозяйств, в которых проживало 2303,5 человек. При этом медиана доходов составила 23044 евро на одного налогоплательщика.

## Достопримечательности (фотогалерея)

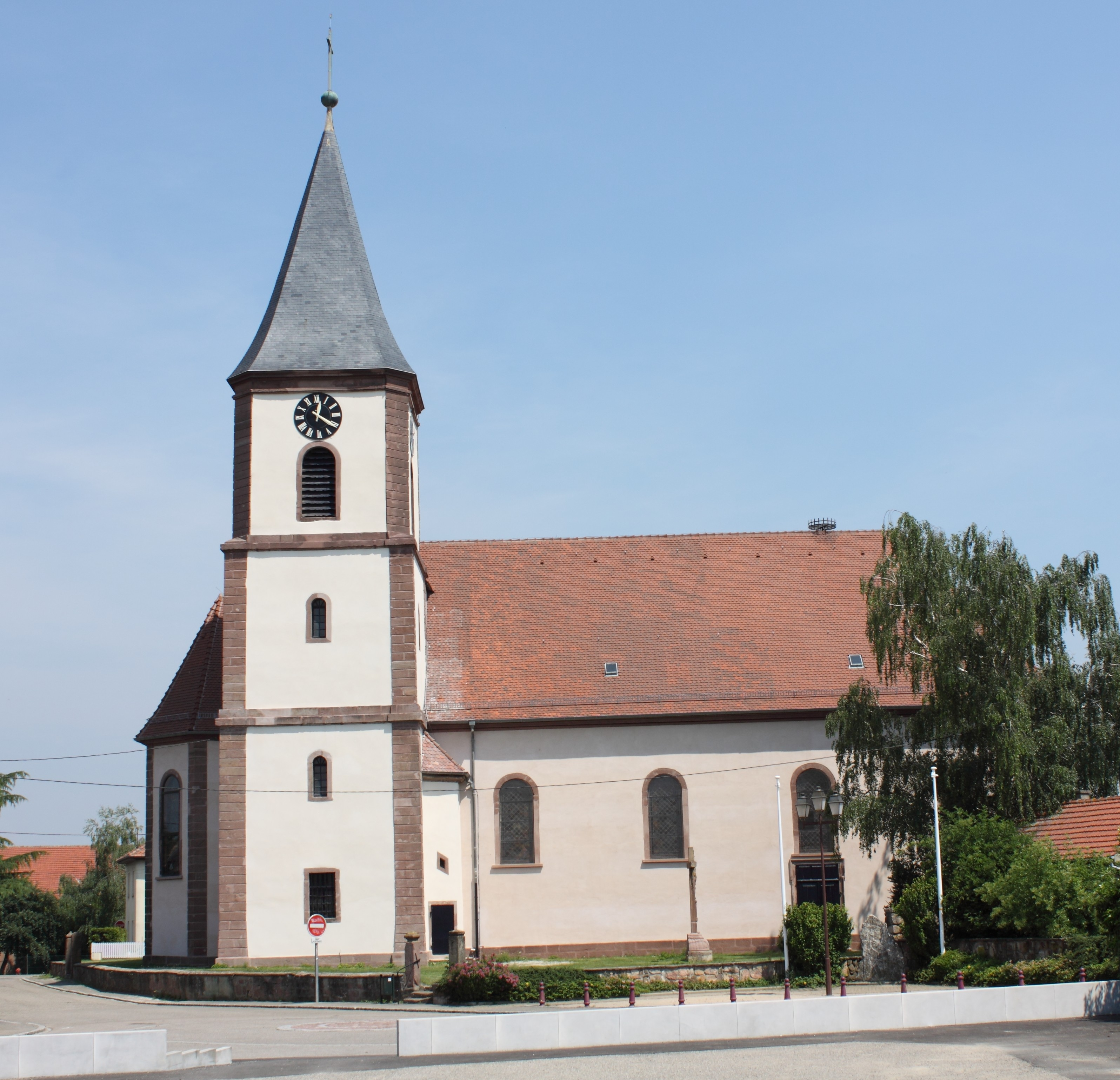
Церковь Святого Николая